# Nekmíř
Nekmíř je obec v okrese Plzeň-sever v Plzeňském kraji. Žije v ní 551 obyvatel.

## Historie
První písemná zmínka o obci pochází z roku 1358. V roce 1419 se východně od ní odehrála Bitva u Nekmíře – první větší střetnutí, kde husitským vojskům velel Jan Žižka.
U vesnice se na začátku dvacátého století těžilo černé uhlí. Důl Marie patřil Obchodní a průmyslové bance a v hloubce do dvanácti metrů se v něm od roku 1919 těžila sloj s mocností 0,7 metru. V roce 1920 v dole pracovalo šest horníků, kteří vytěžili asi 220 tun uhlí. To se povozy odváželo na nádraží v Horní Bříze. Další doly Žofie a Jan u vsi vlastnil na přelomu 19. a 20. století Johann Fitz (od roku 1899 Západočeské keramické závody).
V roce 1868 došlo k založení školy a v roce 1913 byl založen dobrovolný hasičský spolek.

## Přírodní poměry
Severozápadně od vesnice leží přírodní rezervace Bažantnice.

## Obyvatelstvo
| Rok            | 1869 | 1880 | 1890 | 1900 | 1910 | 1921 | 1930 | 1950 | 1961 | 1970 | 1980 | 1991 | 2001 | 2011 | 2021 |
| -------------- | ---- | ---- | ---- | ---- | ---- | ---- | ---- | ---- | ---- | ---- | ---- | ---- | ---- | ---- | ---- |
| Počet obyvatel | 508  | 599  | 626  | 578  | 574  | 667  | 598  | 531  | 509  | 464  | 417  | 403  | 393  | 445  | 528  |
| Počet domů     | 65   | 77   | 82   | 81   | 83   | 92   | 106  | 130  | 120  | 117  | 116  | 131  | 139  | 164  | 184  |

## Obecní správa

### Části obce
- Lhotka
- Nekmíř

### Obecní symboly
Znak a vlajka byly obci uděleny rozhodnutím předsedy Poslanecké sněmovny Parlamentu České republiky dne 30. listopadu 2007.

## Pamětihodnosti
Nekmířský zámek s přiléhajícím panským dvorem a zpustlým anglickým parkem se nachází při silnici na Lhotku na západním okraji vsi. Ve 14. století byla na jeho místě pravděpodobně Rackem vybudována vodní tvrz. Ta byla nedlouho po sňatku Šebestiána Markvarta z Hrádku s Annou z Ebrnic v roce 1526 přestavěna v renesančním slohu. Roku 1620 tvrz vyhořela a teprve po roce 1652 byla Marií Isabelou, rozenou Trčkovou z  Lípy, přestavěna na barokní zámek.

## Osobnosti
- Josef Ullmann (1870–1922), malíř
- Miloslav Vališ (* 1934), motocyklový závodník
- Aleš Mandous (* 1992), profesionální fotbalový brankář